# Place de la Joliette
La place de la Joliette, est une voie de la ville de Marseille.

## Situation et accès
Cette place située au pied des Docks de Marseille, se trouve dans le 2e arrondissement de Marseille.
La place est desservie par la ligne   du métro avec la station Joliette, par les lignes    du tramway et par les lignes de bus     .
Elle était, jusqu’à l’ouverture du tramway, le terminus des lignes    .